# Peplidium foecundum
Peplidium foecundum är en gyckelblomsväxtart som beskrevs av W.R. Barker. Peplidium foecundum ingår i släktet Peplidium och familjen gyckelblomsväxter. Inga underarter finns listade i Catalogue of Life.